# Майборода Омелян Кирилович
Омелян Кирилович Майборода (6 серпня 1904, село Звідки, тепер Чугуївського району Харківської області — ?) — український радянський діяч, секретар Станіславського обласного комітету КП(б)У, голова Станіславської (Івано-Франківської) обласної ради професійних спілок.

## Біографія
Член ВКП(б).
З березня по грудень 1939 року — в Червоній армії.
З 1944 року (затверджений в квітні 1945) по листопад 1946 року — 1-й секретар Станіславського районного комітету КП(б)У Станіславської області. 
У листопаді 1946 — 1948 року — заступник секретаря Станіславського обласного комітету КП(б)У із торгівлі і громадського харчування — завідувач відділу торгівлі і громадського харчування Станіславського обласного комітету КП(б)У.
На 1949—1950 роки — завідувач відділу партійних, профспілкових і комсомольських органів Станіславського обласного комітету КП(б)У.
У лютому (затв.)1950 — вересні 1952 року — секретар Станіславського обласного комітету КП(б)У.
21 жовтня 1952 — 1962 року — голова Станіславської (Івано-Франківської) обласної ради професійних спілок.
Потім — на пенсії.

## Звання
- старший політрук

## Нагороди
- орден Вітчизняної війни ІІ ст. (1.02.1945)
- орден Трудового Червоного Прапора (6.12.1957)
- орден «Знак Пошани» (23.01.1948)
- ордени
- медалі